# Кунгфу
Кунгфу е вид китайско бойно изкуство, което съчетава уменията в удари, движение, което се отличава с гъвкавост (за разлика от карате, например) и владеене на енергията. Като има различни стилове в кунгфу, някои по-известни, а други "тайни стилове" или школи, например школата на шаолинското кунгфу. Кунгфу и чигун са свързани, като движенията на кунгфу произхождат от чигун. 
Според някои школи на кунгфу, особено шаолинската, то може да се смята, не само за бойно изкуство, но и за "духовна и физическа дисциплина", и дори свързано с китайската философия. 
Кунг-фу, както и други бойни изкуства като карате изисква упражнения. 

## Във филмите и популярната култура
- Филмът Брус Лий
- Джеки Чан

## Виж още
- Таекуондо